# Rebecca Coco Edogamhe
Rebecca Coco Edogamhe (* 5. September 2001 in Bologna) ist eine italienische Schauspielerin, Model und Drehbuchautorin.

## Leben
Rebecca Coco Edogamhe wurde als Tochter eines nigerianischen Vaters und einer italienischen Mutter in Bologna geboren und wuchs in der Nähe der Stadt auf. Erste Schauspielerfahrung machte sie 2020 in der Streaming-Serie Drei Meter über dem Himmel (Originaltitel: Summertime), in welcher sie seither die namensgebende Hauptrolle der Summer Bennati spielt. Außerdem spielte sie 2021 eine Hauptrolle in dem Kurzfilm Le château du tarot. Sie spielte die Titelrolle der Mia im gleichnamigen Kurzfilm, für den sie auch das Drehbuch schrieb.

## Filmografie (Auswahl)
- 2020–2022: Drei Meter über dem Himmel (Summertime, Fernsehserie, 3 Staffeln)
- 2021: Le château du tarot (Kurzfilm)
- 2022: Mia (Kurzfilm; Darstellerin und Drehbuch)
- 2022: Der Schatz des Duce (Rapiniamo il duce)

## Privates
Ihre jüngere Schwester Alicia Ann Edogamhe ist ebenfalls Schauspielerin. Beide spielten in der Serie Drei Meter über dem Himmel ebenfalls ein Geschwisterpaar.